# Adesmus albiventris
Adesmus albiventris es una especie de escarabajo longicornio del género Adesmus, categorizada en la tribu Hemilophini, de la subfamilia Lamiinae. Fue descrita por Bates en 1881.

## Descripción
Mide 13,78 mm de longitud.

## Distribución
Se distribuye por Ecuador y Venezuela.